# Kindbergia
Kindbergia là một chi rêu trong họ Brachytheciaceae.